# Joubinella ciliata
Joubinella ciliata är en kräftdjursart som beskrevs av Édouard Chevreux 1908. Joubinella ciliata ingår i släktet Joubinella och familjen Phoxocephalidae. Inga underarter finns listade i Catalogue of Life.